# Agrostis sodiroana
Agrostis sodiroana är en gräsart som beskrevs av Eduard Hackel. Agrostis sodiroana ingår i släktet ven, och familjen gräs. Inga underarter finns listade i Catalogue of Life.